# 邦达仓
邦达仓（藏語：སྤོམ་མདའ་ཚང，威利转写：spom mdav tshang，THL：Pandatsang），又译“邦达昌”，是20世纪西藏的一个知名商号，也指拥有该商号的邦达家族。

## 邦达家族及其商号
邦达家族自昌都发展为西藏的权贵。该家族沿用了两个不同的名号：彭达仓（Pomdatsang）、邦达仓（Pandatsang）。19世纪中叶，昌都萨迦地区的彭达仓家族，被称为“扎巴彭达”，是萨迦家族与藏传佛教萨迦派的贸易合伙人及赞助者。当时，萨迦家族首领的一个姊妹嫁入彭达仓家族。由此，彭达仓家族获得了萨迦家族在今芒康（位于昌都南部）的一个职位，因此迁居该地区。列玛江参（邦达·尼江）是彭达—萨迦联姻的后代。邦达·尼江本人善于经商，与萨迦家族的密切关系也是邦达家族发迹的重要因素。
萨迦家族是西藏最有权势的家族之一。13世纪该家族成为权贵，统治西藏一个世纪。该家族及其地产、寺院、教派均被称作“萨迦”。除西藏各地的萨迦派寺庙外，萨迦于1950年在西藏的11个不同地区享有一定的政治自治，包括西藏东部的芒康与八宿。
在芒康，萨迦家族的职位是芒康18宗（领地）之一，被称为“甲科彭”（亚科宗）。彭达仓家族领受的便是该领地。该领地包括金朵牧区以及农牧业混合的果树区，还有甲科寺及附近地区。原来该职位通常授予萨迦寺的一位僧人，由其在3至5年时间内任甲科寺及附近社区的领导人。而彭达仓家族获得的职位永久世袭，该家族从而成为该地区的世袭统治者。该地区除了向萨迦交税外，还被拉萨的噶厦支差或征收“地区税”。
获得该职位给彭达仓家族带来物质利益，并获得保护神“多吉达登”和“索果”的庇佑，该家族开始侍奉威严“芝玛”神及萨迦派中“巴姆”灵媒。由于该家族迁入的芒康地区被称为“邦达”，该家族因此获得了“邦达仓”的称号。自此，“彭达仓”和 “邦达仓”均可指称该家族。但该家族更愿意自称“邦达仓”。
芒康的这一新职位为邦达家族通过贸易进行扩张提供了机会。邦达·尼江迁居拉萨，以协调家族的长途贸易。自此，邦达家族获得社会承认。
1910年，十三世达赖自拉萨逃往英属印度，邦达尼江为达赖提供了帮助。后来达赖安全返抵拉萨后，接见了邦达尼江，封其为“商上”（商务官），并命噶厦为邦达尼江提供了特许经营权。十三世达赖时期，羊毛的收购及出口全归噶厦经营，禁止私商承办，“邦达仓”为噶厦的代理人，故“邦达仓”获利颇丰。“邦达仓”经营范围广泛，借助商业特权，业务发展至上海、北京、南京、成都、西宁、兰州、印度加尔各答、噶伦堡等地。邦达家族也成为西藏第一个通过经商而获得贵族地位的家族。邦达仓为噶厦经营羊毛业直到1933年才结束。
1909年5月至1933年间，邦达家族成为西藏最富有的家族之一，而且大力促进了西藏商业贸易发展。该家族是最早经营藏印贸易的西藏最大的商家。在该家族的经营下，西藏羊毛出口印度的数量大幅增加，导致印藏贸易取代了汉藏贸易，致使原来从事汉藏贸易的西藏贵族、商人、寺庙的商业收入大幅度减少。
1921年，邦达·尼江在拉萨遇刺身亡。对其遇刺原因流传着不同说法，有的认为是商业竞争，有的认为是政治原因，还有的认为是旧仇。例如土登群觉认为邦达·尼江的邦达家族与擦绒·达桑占堆的擦绒家族因商业竞争而发生仇恨，导致邦达·尼江遇刺。
1933年之前，邦达仓在政治上成为西藏上层中的买办亲英派。1933年之后，邦达仓的政治立场逐渐倾向中国政府。
到解放軍入藏时，“邦达仓”的商业资本达到100万银元。西藏民间有“天是邦达的天，地是邦达的地”的说法。

## 人物
邦达家族的主要人物有：
- 邦达·尼江
  - 长子：邦达养璧
  - 次子：邦達饒幹
  - 三子：邦达多吉

## 芒康邦达仓
芒康县的邦达仓是邦达家族在芒康的故居，位于芒康县交呷古秀邦达村。邦达家族便起源于今芒康县。

## 拉萨邦达仓
29°39′05″N 91°07′59″E / 29.65139°N 91.13306°E
拉萨的邦达仓位于西藏自治区拉萨市城关区，是一座古建筑大院，现为酒店。该建筑是拉萨市文物管理局1998年登记挂牌的“拉萨古建筑保护院”之一，门口挂有写着“邦达仓大院”的拉萨古建筑保护院标志牌。
邦达仓大院位于八廓东南拐角处。转过白拉姆，绕过甘丹塔青，见到位于绕赛巷路口西侧的高大建筑，便是邦达仓。邦达仓大院的名字来自其先前的主人、西藏大商户“邦达仓”。邦达仓大院原先是贵族擦绒家族的宅第，标准的“森厦”（高贵宅院）式的建筑。后来，该大院被“邦达仓”获得。
在获得修复并成为酒店之前，邦达仓大院改建很多，南立面已与其他建筑混杂。主体建筑中缺少电路及独立的卫生间，且被原住户分隔；原从庭院直通二楼的台阶已消失，很多木柱、大弓、小弓（大弓、小弓是藏式建筑中的柱头支撑结构）破损开裂，阿嘎土地面多处破损。但该大院的格局基本完整，三个天井令邦达仓大院进深很大，正中客厅宽阔的开间完好，建筑外立面基本完好，楼顶的椽子、夯土等基本完好。
21世纪初，该大院获得改建，成为一家酒店。邦达仓古建酒店的前台设在一层，即过去的地下室仓库内。柜台对面开有两扇很小的透气窗。这个原来的仓库曾是邦达家族囤积大宗物资，例如羊毛、建材、皮张、粮食等的地方。支撑屋顶的中央四根立柱，圈起了如今的柜台。
向上可经过原有的楼梯来到二层。拉萨的古老民居中，多用木质楼梯。但因木质楼梯易损坏，故有钱的家族常用铁为台阶包边，在台阶面上钉许大铁钉，并且用铁包楼梯扶手。邦达仓拥有邦达家族当年从印度运来的铜皮包裹的楼梯。
二层的走廊、房间地面等全部用阿嘎土铺设，非常光滑。走廊宽敞明亮，建筑立面线条明快。当年邦达家族从印度驮运来的铁花栏杆被完整保留。
邦达仓大院院墙高大，主体建筑内设两个天井，很好地解决了采光问题。邦达仓大院坐北朝南，主体建筑逐渐抬升，正里面采用大量玻璃窗，最北面的屋子则可借八廓街的开阔地势而接受夕阳照射，并可眺望大昭寺的金顶。
- 邦达仓在八廓南街南面，绕赛巷口
- 绕赛巷大门
- 内部院落
- 内部院落
- 二楼走廊
- 二楼通道
- 二楼和三楼
- 二楼窗户
- 二楼内部已改建为旅馆
- 北侧小天井

## 註
1. ↑  康巴姓氏通常加「仓」後綴，表示家族[1]